# Vârful Ucea Mare, Munții Făgăraș
Ucea Mare se află în Munții Făgăraș și are o înălțime de 2.434 m. Se află la mică distanță față de vârful Moldoveanu, înspre vest, pe traseul de creastă.